# Friedrich Ferdinand Flemming

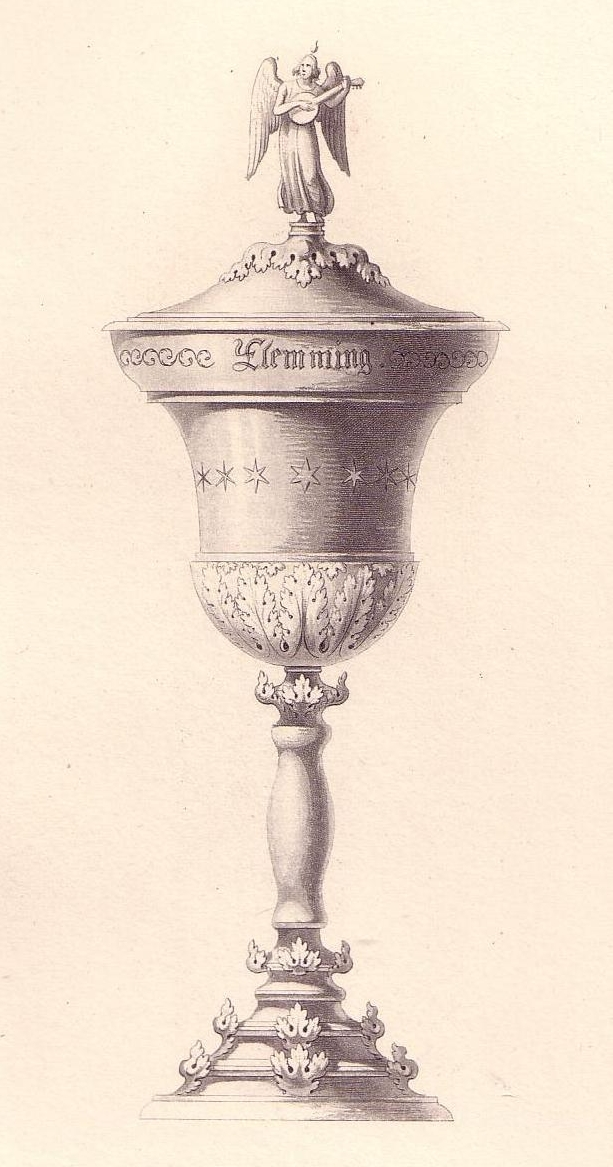
Der „Flemming“, Pokal der Zelterschen Liedertafel, Entwurfszeichnung von Karl Friedrich Schinkel, ca. 1813

Friedrich Ferdinand Flemming (* 28. Februar 1778 in Neuhausen/Erzgeb.; † 27. Mai 1813 in Berlin) war ein deutscher Augenarzt, Komponist und Sänger.

## Leben
Friedrich Ferdinand Flemming studierte Medizin. In den Jahren von 1803 bis 1813 arbeitete er als praktischer Augenarzt in Berlin und Privatdozent an der Berliner Universität. Er war Mitglied der 1810 gegründeten Medicinisch-chirurgischen Gesellschaft, die sich 1813 in Hufelandische Gesellschaft umbenannte.
Zudem hatte er eine Leidenschaft für die Musik und erhielt eine sängerische Ausbildung bei Carl Friedrich Zelter. Er trat der Sing-Akademie zu Berlin bei, war Gründungsmitglied der Zelterschen Liedertafel und stand in Briefkontakt mit Carl Maria von Weber. Er machte sich insbesondere als Komponist von Tafelgesängen für die Liedertafel einen Namen.
Er starb in Berlin an den Folgen einer ansteckenden Krankheit, die er sich bei seiner Arbeit als Arzt zugezogen hatte.
Aufgrund seiner Verdienste um die Liedertafel wurde auf Carl Friedrich Zelters Betreiben nach Flemmings Tod ein bronzener Pokal für die Liedertafel gestiftet und nach Flemming benannt. Den Zeichnungsentwurf für den Pokal hatte Tafelmitglied Karl Friedrich Schinkel beigesteuert. Der Pokal wurde ausschließlich für besondere Anlässe in der Liedertafel genutzt (Kriegsverlust).

## Werke (Auswahl)

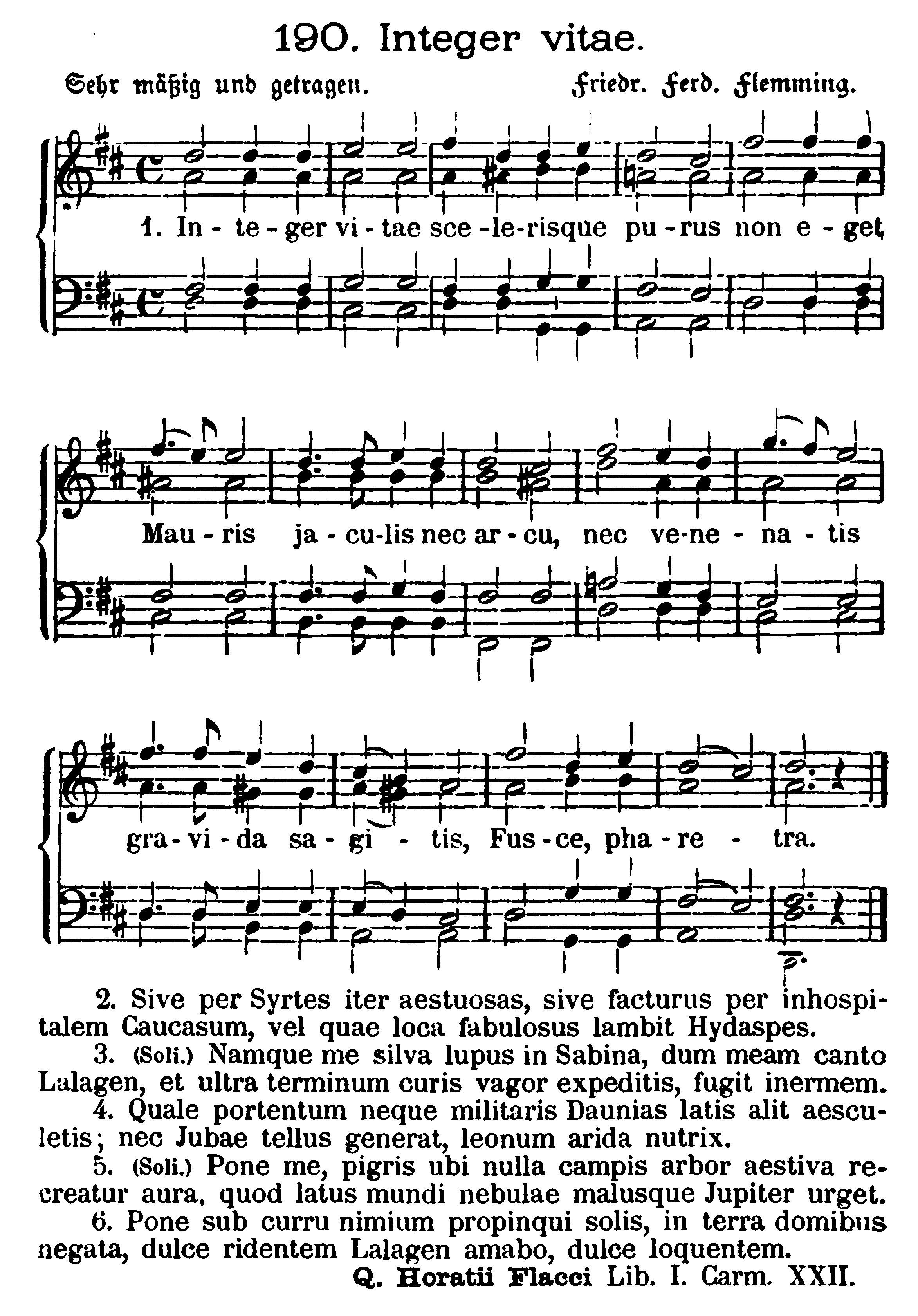
Chorsatz Integer vitae

- Über den Sternen wohnet Gottes Friede / Grabgesang für gemischten Chor a cappella
- Eintracht und Liebe / Grabgesang, für Frauenchor
- Nur in des Herzens heilig ernster Stille / Grabgesang, Lied für Männerchor
- Eintracht und Liebe, für vierstimmigen gemischten Chorsatz
- Hier in des Abends traulich ernster Stille, Lied
- Danklied, Choral
- Ach mein Herr Jesu, wenn ich dich nicht hätte
- Horazisches „Integer vitae“, vierstimmiger Satz für Männerchor a cappella
- Dulce cum sodalibus
- zahlreiche Tafellieder, u. a.
  - Richard, mein König, Lied
  - Der Musikanten schwere Weinzunge, Liedertafellied
  - Katz ist nicht zu Haus, Liedertafellied